# 余曉彤
余曉彤（英語：Hidy Yu Hiu Tung，1988年5月13日—），香港女性模特兒，擁四分之一西班牙血統，畢業於賽馬會體藝中學，曾參加《美少女廚神》，新8模成員。

## 演出作品

### 電視節目
- 2009年：《美女廚房 (第二輯)》（無綫電視）
- 2014年：《FUN享菲常水世界》（NOW TV）
- 2014年：《山步.行》（NOW TV）
- 2015年：《環嶼一周》（NOW TV）
- 2016年：《G-1格鬥會挑戰賽》[4]（ViuTV）
- 2016年：《呃Like旅行團》（ViuTV）
- 2017年：《SE7EN II》[5]（ViuTV）
- 2017年：  南澳小自遊 / 維省小自遊（ViuTV）
- 2021年：《野外步出》（TVB J2）
- 2021年：《碧波遊浪記》（香港開電視）

### 電視劇（ViuTV）
- 2017年：《詭探》[6]飾 Ronnie
- 2025年：《弊傢伙！我要去祓魔》 飾 端木圓

### 電影
- 獨立電影《愛到發燒》
- 2011年《人約離婚後》
- 2011年《熱浪球愛戰》
- 2011年《婚前试爱》
- 2013年《爆3俏嬌娃》
- 2014年《辣警霸王花》
- 2019年《不義之戰》
- 待上映《源生罪》

### 寫真集
- 2010年《Girls Look Book Volume 2》
- 2011年《夏日阿彤夢》

### 廣告
- Nike及adidas廣告

### 音樂錄影帶
- 關智斌《代表作》MV
- 鍾舒漫《從不信自己》MV
- 謝東閔《同在》MV

## 外部連結
- 余曉彤的Facebook專頁
- 余曉彤的Instagram帳戶
- 余曉彤的新浪微博